# 甘泉镇 (天水市)
甘泉镇，是中华人民共和国甘肃省天水市麦积区下辖的一个乡镇级行政单位。

## 行政区划
甘泉镇下辖以下地区：
甘泉村、玉兰村、黄庄村、廖庄村、高庄村、西枝村、峡门村、石沟村、胡沟村、甘江村、云雾村、屈坪村、吴河村、谢湾村、庙沟村、包沟村、阳湾村、归凤山村、吴家寺村、朝阳村、八槐村、毛集村、金胡村和窑庄村。